# Adirondack Blue
Adirondack Blue est une variété de pomme de terre à chair violette enregistrée aux États-Unis en 2003.
Cette pomme de terre est originale par la couleur bleue-violet de sa peau et de sa chair due à une teneur élevée en anthocyanines.

## Description
'Adirondack Blue' est une variété précoce à mi-précoce, à port dressé et à fleurs blanches. Elle produit des tubercules de taille moyenne à grande, arrondis à oblongs, légèrement aplatis, à chair violette et à peau bleu-violet foncé. C'est une plante sensible à la gale commune et à la gale argentée.

## Origine génétique
'Adirondack Blue' est un hybride né d'un croisement des variétés 'N40-1' ('Chieftain' × 'Black Russian') (femelle) et 'NY96' (mâle) réalisé en 1993 au Collège d'agriculture et des sciences de la vie de l'université Cornell par les sélectionneurs Robert L. Plaisted, Ken Paddock et Walter De Jong. La variété a été enregistrée aux États-Unis en 2003.

## Utilisation culinaire
Sur le plan culinaire, cette pomme de terre est utilisable aussi bien pour la cuisson au four, à l'eau, à la vapeur, que pour la réalisation de purées ou de salades vivement colorées.
L'association des élèves de l'université d'État de Pennsylvanie (Penn State) commercialise des chips aux couleurs de l'école grâce à la variété 'Adirondack Blue'.